# Liste der Baudenkmäler in Augsburg-Hochfeld
In der Liste der Baudenkmäler im Hochfeld sind die Baudenkmäler im Augsburger Stadtbezirk Hochfeld im
gleichnamigen Planungsraum Hochfeld
(IX)
aufgelistet. Zu diesen Baudenkmälern gibt es auch eine Bildersammlung.
Diese Liste ist eine Teilliste der Liste der Baudenkmäler in Augsburg. Grundlage der Liste ist die Bayerische Denkmalliste, die auf Basis des bayerischen Denkmalschutzgesetzes vom 1. Oktober 1973 erstmals erstellt wurde und seither durch das Bayerische Landesamt für Denkmalpflege geführt und aktualisiert wird. Die folgenden Angaben ersetzen nicht die rechtsverbindliche Auskunft der Denkmalschutzbehörde.

## Ensembles

### Ensemble Hochfeld

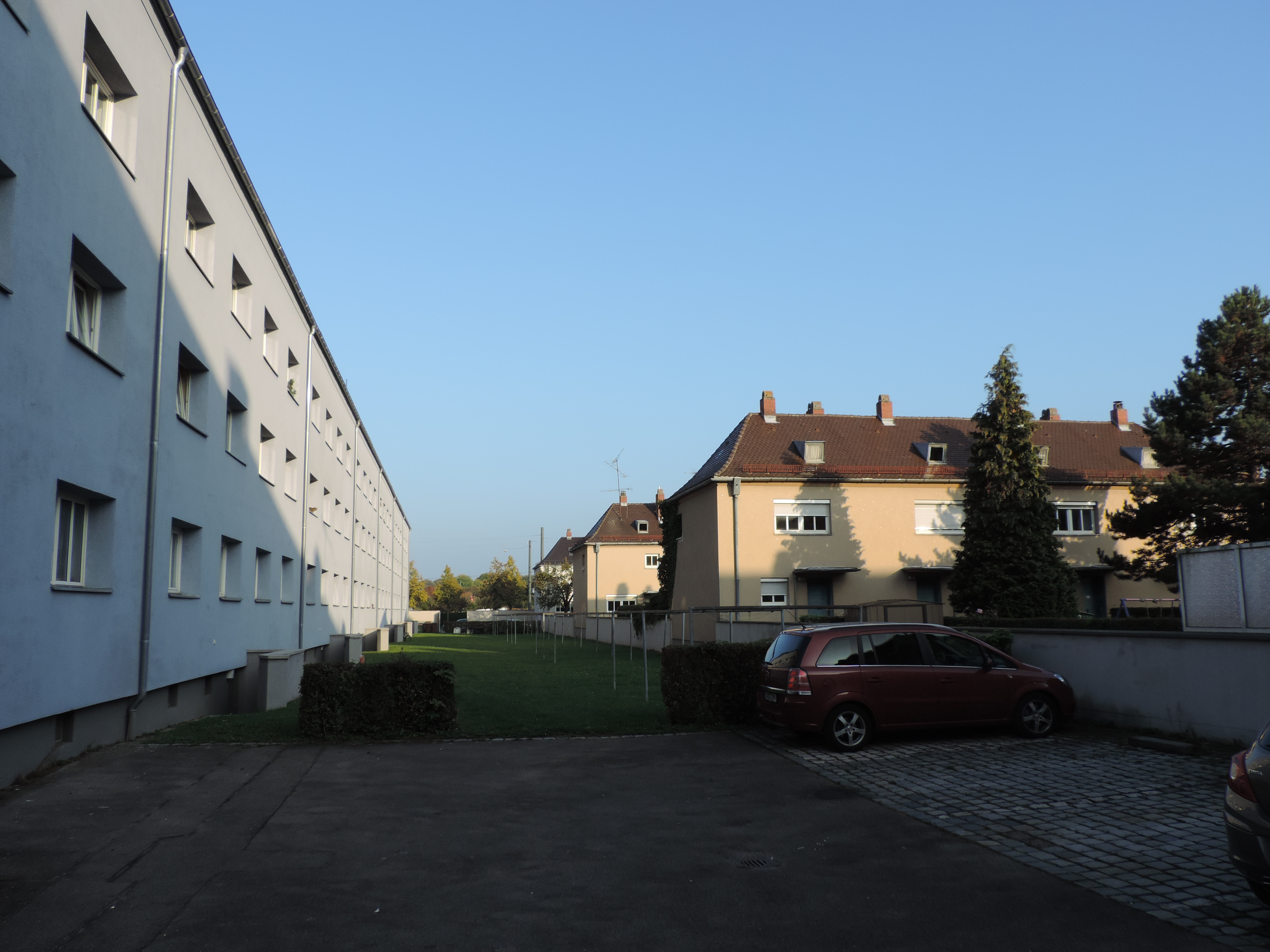
Kriegergedächtnissiedlung im Ensemble Hochfeld

Das Hochfeld ist ein Augsburger Wohnviertel, das ab der Zeit um 1910 im räumlichen Anschluss an die 1882–1884 errichtete Infanteriekaserne (Prinz-Karl-Kaserne) auf noch unbebautem Gelände im Süden Augsburgs kontinuierlich von genossenschaftlichen Wohnbauträgern angelegt worden ist und dementsprechend ein geschlossenes Bild von Siedlungsbauformen der ersten Hälfte des 20. Jahrhunderts bietet.
Trageachsen des Quartiers sind die west-ost-gerichtete, an der Infanteriekaserne vorbeistreichende Schertlinstraße sowie die senkrecht dazu, also nordsüdlich verlaufenden Firnhaber- und Hochfeldstraße. Die Firnhaberstraße nimmt auf die Mittelachse der Kaserne Bezug, die Hochfeldstraße stellt am Kasernengelände vorbei die Verbindung mit der Innenstadt her. Aus diesem in der Anfangszeit der Bebauung festgelegten Senkrechtschema der Hauptstraßen ergibt sich für das Viertel in seinem nördlichen Teil ein Rastergrundriss. Darin umfasst das Ensemble lediglich die erste Blockreihe südlich der Schertlinstraße unter Einschluss der Nordseite dieser Straße östlich des Kasernengeländes. Es handelt sich um einen ungestörten Bereich, der zwischen 1910 und 1928 von verschiedenen Wohnbaugesellschaften bebaut worden ist, wobei die Abgrenzung nach Süden durch eine anschließende Störungszone mit Ersatzbebauung aus der Zeit nach 1945 diktiert ist.
Unmittelbarer Anlass für die Bebauung des Hochfelds war die Errichtung des Bahnbetriebswerks 1903-06, das 1910-11 die Anlage von Wohnhäusern für Eisenbahner an der Firnhaberstraße nach sich zog („Baugenossenschaft des Verkehrspersonals Augsburg-Süd“). Aufgrund der großen Anstrengungen, die nach dem Ersten Weltkrieg unternommen werden mussten, um der drückenden Wohnungsnot zu begegnen, wuchs das neue Wohnviertel in den 1920er Jahren sprunghaft weiter. Die „Baugenossenschaft des Verkehrspersonals Augsburg-Süd“ vervollständigte bis 1925 ihren Baublock bis zur Hochfeldstraße; östlich anschließend errichteten zwischen 1923 und 1928 jenseits der Hochfeldstraße das „Siedlungswerk des Mietervereins Augsburg und Umgebung“ eine aus mehrgeschossigen Zeilen und Reihenhäusern mit steilen Ziergiebeln zusammengesetzte Mischbebauung und die Stadtgemeinde Augsburg die um einen Gartenhof angeordnete Dreiflügelanlage des Zeppelinhofs.
Während die Bauten aus der Zeit vor dem Ersten Weltkrieg noch die reduzierthistorisierende Formensprache des späten Jugendstils vortragen, zeigen die Wohnhäuser der 1920er Jahre eine nüchternere Gestaltung mit leicht expressionistischem Einschlag im Detail. Das Ensemble gewährt einen Einblick in die Bandbreite architektonischer Kompositionsweise im gemeinnützigen Wohnungsbau aus der Zeit der Weimarer Republik: die Anlage-Formen reichen vom allseits geschlossenen Wohnhof mit begrüntem, Gemeinschaftsgebäude einfassendem Binnenraum über den offenen Dreiflügelhof mit breitem Gartenparterre (Zeppelinhof) bis hin zur Parallelschaltung von mehrgeschossigen Wohnzeilen und zur Reihenhausabfolge. Dem Ensemble-Bereich östlich der Hochfeldstraße verleiht die hier allen Anlagen gemeinsame Handschrift des Architekten Gottfried Bösch außerdem eine besondere formale Geschlossenheit.
Aktennummer: E-7-61-000-21

## Einzelbauwerke
| Lage | Objekt                                                              | Beschreibung | Akten-Nr.                | Bild                             |
| --- | ------------------------------------------------------------------- | --- | ------------------------ | -------------------------------- |
| Alter Postweg 24; Alter Postweg 24 a; Alter Postweg 24 b; Alter Postweg 24 c; AlterPostweg 26; Alter Postweg 26 a; Alter Postweg 26 b; Alter Postweg 26 c; AlterPostweg 28; Alter Postweg 28 a; Alter Postweg 28 b; Alter Postweg 28 c; AlterPostweg 30; Alter Postweg 30 a; Alter Postweg 30 b; Alter Postweg 30 c; AlterPostweg 32; Alter Postweg 32 a; Alter Postweg 32 b; Alter Postweg 32 c; AlterPostweg 34; Alter Postweg 34 a; Alter Postweg 34 b; Alter Postweg 34 c; AlterPostweg 36; Alter Postweg 36 a; Alter Postweg 36 b; Alter Postweg 36 c; AlterPostweg 38; Alter Postweg 38 a; Alter Postweg 38 b; Alter Postweg 38 c; Bauernfeindstraße 23; Bauernfeindstraße 25; Bauernfeindstraße 27; Bauernfeindstraße 29; Bauernfeindstraße 31; Bauernfeindstraße 33; Bauernfeindstraße 35; Bauernfeindstraße 37; Robert-Gerber-Straße 24; Robert-Gerber-Straße 26; Robert-Gerber-Straße 28; Robert-Gerber-Straße 30; Robert-Gerber-Straße 32; Robert-Gerber-Straße 34; Robert-Gerber-Straße 36 (Standort) | Kriegergedächtnissiedlung                                           | Nördliche und südliche Randbebauung aus dreigeschossigen Walmdachbauten mit vorgesetzten Treppenhäusern und Etagenwohnungen, dazwischen quer zur Mittelachse acht zweigeschossige Zeilenbauten zu je vierspännigen Reihenhäusern mit Walmdach, Einfahrt beim Alten Postweg flankiert von Skulpturen in modern-sachlichen Formen nach einem Entwurf von Otto Holzer, 1928                                                                                           | D-7-61-000-24 Wikidata   | weitere Bilder                   |
| Am Silbermannpark 1 (Standort) | Ehemaliges Kontorhaus der Firma F. B. Silbermann                    | Zweigeschossiger Mansarddachbau mit Volutengiebel und Dreiecksaufsatz und rückwärtigem dreigeschossigem Anbau, im Kern 1787, im späten 19. Jahrhundert umgestaltet | D-7-61-000-359 Wikidata  | weitere Bilder                   |
| Am Silbermannpark 1 a (Standort) | Ehemalige Fabrikantenvilla der Firma F. B. Silbermann               | Zweigeschossiger Walmdachbau mit Balkonvorbau und geschweiftem Zwerchhausgiebel, Spätjugendstil, von E. Zimmermann (München), 1911 Umzäunung mit Gartenpavillon aus der gleichen Zeit | D-7-61-000-1232 Wikidata | weitere Bilder                   |
| Am Silbermannpark 2 bis 6 (gerade), Am Silbermannpark 2 a und b (Standort) | Ehemaliges Fabrikantenwohnhaus der Firma F. B. Silbermann           | Dreigeschossiger Flachdachbau über kreuzförmigem Grundriss, Klassizismus, um 1875/80 Angeschlossener erdgeschossiger Gartenflügel mit ineinander übergehenden Pavillons, bezeichnet „1898“ Zugehöriger Park, größtenteils landschaftlich gestaltet, mit Gussplastiken aus der gleichen Zeit | D-7-61-000-1233 Wikidata | weitere Bilder                   |
| Bauernfeindstraße 2 bis 10 (gerade), Firnhaberstraße 27 bis 31 (ungerade), Hennchstraße 1 bis 9 (ungerade), Hochfeldstraße 58 bis 64 (gerade) (Standort) | Genossenschaftlicher Wohnhof                                        | Durch Torbögen verbundene dreigeschossige Walmdachbauten mit fünfgeschossigen, hofseits durch Stufengiebel akzentuierten Eckblöcken zur Firnhaberstraße, von Gottfried Bösch von 1927 bis 1929 erbaut | D-7-61-000-1173 Wikidata | weitere Bilder                   |
| Bismarckstraße 21 (Standort) | Mietshaus                                                           | Viergeschossiger Eckbau mit polygonalem Erkertürmchen und Zwerchgiebel mit Voluten, Fassadendekor in Formen des Rokoko, um 1900 | D-7-61-000-179 Wikidata  | weitere Bilder                   |
| Firnhaberstraße 5 und 7, Dr.-Lagai-Straße 1 (Standort) | Genossenschaftlicher Wohnblock                                      | Dreigeschossiger Mansarddachbau mit Erkern und Zwerchgiebeln, reduziert historisierend, 1910/11 errichtet | D-7-61-000-1162 Wikidata | weitere Bilder                   |
| Firnhaberstraße 1 bis 3 (ungerade), Schertlinstraße 22 bis 26 (gerade) (Standort) | Genossenschaftlicher Wohnblock                                      | Dreigeschossiger Mansarddachbau mit Erkern und Zwerchgiebeln, reduziert-historisierend, 1910–1911 errichtet, 2010 innen tiefgreifend verändert | D-7-61-000-1193 Wikidata | weitere Bilder                   |
| Firnhaberstraße 22 b, Firnhaberstraße 22 f, Firnhaberstraße 22 c, Firnhaberstraße 22 a, Firnhaberstraße 74 f, Firnhaberstraße 74 c, Firnhaberstraße 110 b, Firnhaberstraße 110 c, Firnhaberstraße 74 d, Firnhaberstraße 74 b, Firnhaberstraße 20 a, Firnhaberstraße 22 d (Standort) | Bahnbetriebswerk                                                    | Betriebs- und Reparaturwerkstätten auf ausgedehntem Gelände, im Wesentlichen 1903 bis 1906 errichtet und 1922 bis 1924 erweitert Zwei Ringschuppen, 1903 und 1905, der südliche 1986 zur Hälfte abgebrochen, mit Drehscheiben von 1922 Lok-Richthalle, 1922 Wagen-Richthalle, südöstlicher Teil 1906, Erweiterungen 1923/24 Zwei Radsatz-Reparaturhallen, 1906 Magazin, 1906 Schmiede, 1908 Kesselhaus, 1907 Übernachtungsgebäude, 1906 Triebwagenhalle, 1935      | D-7-61-000-1164 Wikidata | weitere Bilder                   |
| Haunstetter Straße 36 (Standort) | Evangelischer Friedhof                                              | Mit Grabdenkmälern des 18. bis 20. Jahrhunderts, 1543 angelegt Friedhofskirche, Saalbau mit westlicher Turmfassade und flachem Satteldach, Klassizismus, von Johann Michael Voit, August Voit und Stadtbaurat Balthasar von Hößlin, 1825 Leichenhaus, kubischer Walmdachbau mit nördlichem Eingangsrisalit, Klassizismus, von Franz Joseph Kollmann, 1837 Einfriedung, wohl aus dem 19. Jahrhundert                                                                | D-7-61-000-360 Wikidata  | weitere Bilder                   |
| Haunstetter Straße 64 (Standort) | Israelitischer Friedhof                                             | Im Jahre 1868 angelegt Einfriedung, neuromanische Backsteinmauer aus der gleichen Zeit | D-7-61-000-361 Wikidata  | weitere Bilder                   |
| Hochfeldstraße 28 1/5 (Standort) | Ehemaliges Gebäude der Prinz-Karl-Kaserne, jetzt Jugendstrafanstalt | Zweigeschossiger Blankziegelbau mit Walmdach, um 1882 | D-7-61-000-1171 Wikidata | weitere Bilder                   |
| Hochfeldstraße 63 (Standort) | Katholische Kirche St. Canisius                                     | Dreischiffige Basilika mit eingezogenem Chor und südwestlichem blockartigem Turm mit Zeltdach, von Fritz Kempf, 1934, mit Ausstattung Pfarrhaus, zweigeschossiger Walmdachbau aus der gleichen Zeit | D-7-61-000-421 Wikidata  | weitere Bilder                   |
| Schertlinstraße 19 bis 25 (ungerade) (Standort) | Südtrakt der Prinz-Karl-Kaserne                                     | Südtrakt (Gebäude 301) der ehemaligen Kaserne des königlich-bayerischen 3. Infanterie-Regiments Prinz Karl, so genannte Prinz-Karl-Kaserne, symmetrischer, unverputzter Backsteinbau mit fünfgeschossigem Mittelrisalit und turmartigen Eckrisaliten sowie viergeschossigen Zwischenbauten, roter und gelber Ziegel, reich gegliedert in historisierenden Formen, 1882 bis 1884 erbaut Reste der Einfriedung, Backsteinpfeiler und Eisenzaun aus der gleichen Zeit | D-7-61-000-877 Wikidata  | weitere Bilder                   |
| Schertlinstraße 48 bis 54 c (gerade) (Standort) | Zeppelinhof                                                         | Um Gartenhof gruppierte Wohnanlage in Dreiflügelform mit betonter Mittelachse, Ost- und Westflügel dreigeschossige Walmdachbauten, Nordflügel zweigeschossiger Walmdachbau mit mittigem, zweigeschossigem Aufbau mit Treppengiebel, nach Entwürfen von Gottfried Bösch von der Stadtgemeinde errichtet, 1927/28 Gartenskulpturen aus der gleichen Zeit | D-7-61-000-1194 Wikidata | weitere Bilder                   |
| Von-der-Tann-Straße 37 (Standort) | Nordtrakt der Prinz-Karl-Kaserne                                    | Nordtrakt (Gebäude 309) der ehemaligen Kaserne des königlich-bayerischen Infanterieregiments Prinz Karl, so genannte Prinz-Karl-Kaserne, fünfgeschossiger, unverputzter, flächig gegliederter Backsteinbau, 1882 bis 1884 erbaut Ehrenmal, in Arkaden geöffnetes Oktogon, um 1920, darin Bronzefigur eines Löwen, um 1890, im Hof Regimentsdenkmal, Geschützrohr in säulenartiger Aufstellung, bezeichnet „1887“, ehemals in Calmbergstraße 2a                     | D-7-61-000-1061 Wikidata | Nordtrakt der Prinz-Karl-Kaserne |
| Von-der-Tann-Straße 44 (Standort) | Mietshaus                                                           | Viergeschossiger Eckbau mit Risaliten und Flacherker, Fassade in neubarocken Formen, um 1900 | D-7-61-000-1062 Wikidata | weitere Bilder                   |
| Werderstraße 3 und 5 (Standort) | Doppelmietshaus                                                     | Viergeschossiger Bau mit Erkern und seitlich dekorativen Schweifgiebeln, Fassade mit klassizisierenden und jugendstilnahen Motiven, um 1900 Einfriedung aus der gleichen Zeit | D-7-61-000-1106 Wikidata | Doppelmietshaus                  |
| Werderstraße 4 und 6 (Standort) | Doppelmietshaus                                                     | Viergeschossiger, symmetrischer Walmdachbau mit seitlichen Risaliten, Fassade im Neurenaissancestil, um 1900 | D-7-61-000-1107 Wikidata | weitere Bilder                   |
| Werderstraße 7 (Standort) | Mietshaus                                                           | Viergeschossiger, asymmetrisch gegliederter Bau mit Erker und Schweifgiebeln, Fassadengestaltung unter Verwendung Augsburger Renaissance-Motive, um 1905 Einfriedung aus der gleichen Zeit | D-7-61-000-1109 Wikidata | Mietshaus                        |
| Werderstraße 11 (Standort) | Mietshaus                                                           | Viergeschossiges Eckhaus mit Wellengiebeln und polygonalem Eckerker mit Zwiebelhaube, klassizisierender Stuckdekor, um 1905 | D-7-61-000-1110 Wikidata | Mietshaus                        |
| Werderstraße 13 (Standort) | Mietshaus                                                           | Viergeschossiger Walmdachbau mit übergiebeltem Mittelrisalit, geschweiftem Volutengiebel und originellem Jugendstil-Stuckdekor, 1902 | D-7-61-000-1111 Wikidata | Mietshaus                        |